# Marguerite Higgins
Marguerite Higgins, född 1920, död 1966, var en amerikansk journalist.
Marguerite Higgins rapporterade från andra världskriget, Koreakriget och Vietnamkriget.
En krater på Venus har fått sitt namn efter henne. 

## Biografi
Marguerite Higgins föddes i Hongkong 1920, där hennes far arbetade på ett internationellt fraktbolag. De flyttade tillbaka till Kalifornien då Marguerite Higgins var fem år gammal.
År 1937 började Higgins studera franska vid Berkeley. Hon engagerade sig då i studenttidningen The Daily Call. Hon tog examen från Berkeley-universitetet 1941. Samtidigt som hon studerade på Columbiauniversitetets journalistutbildning, frilansade hon åt The Herald Tribune. Hon anställdes sedan på tidningen 1942.